# Wiktor Igorewitsch Modsolewski
Wiktor Igorewitsch Modsolewski (russisch Виктор Игоревич Модзолевский; * 13. April 1943 in Aqtöbe; † 20. November 2011 in Borschtschewoje) war ein sowjetischer Fechter.

## Erfolge
Wiktor Modsolewski wurde 1967 Weltmeister mit der Degen-Mannschaft. Bei den Olympischen Spielen 1968 erhielt Modsolewski Silber mit der Mannschaft, im Einzel belegte er den vierten Platz. 1971 holte die Mannschaft bei den Weltmeisterschaften Silber. Bei den Olympischen Spielen 1972 wurde es Bronze mit der Mannschaft, genauso bei den Fechtweltmeisterschaften 1973. Die Olympischen Spiele 1976 waren seine letzte Teilnahme, er kam mit der Mannschaft auf den fünften Platz.